# Sid Levine
Sidney Levine, detto Sid (Pittsburgh, 9 luglio 1918 – Pittsburgh, 10 giugno 1999), è stato un cestista statunitense, professionista nella NBL.

## Carriera
Giocò una stagione nella NBL, disputando 18 partite con 0,5 punti di media.